# Euphaedra (Xypetana) cuprea
Euphaedra (Xypetana) cuprea es una especie de Lepidoptera de la familia Nymphalidae, subfamilia Limenitidinae, tribu Adoliadini, pertenece al género Euphaedra, subgénero (Xypetana).

## Subespecies
- Euphaedra (Xypetana) cuprea cuprea (Hecq, 1980)
- Euphaedra (Xypetana) cuprea irangi (Oremans, 2000)
- Euphaedra (Xypetana) cuprea smaragdula (Hecq, 2004)

## Localización
Esta especie de Lepidoptera y sus subespecies se distribuyen por la República Democrática del Congo (África).